# باسمبرگ
باسمبرگ (به فرانسوی: Bassemberg) یک کمون در فرانسه با جمعیت ۲۷۲ نفر است که در Canton of Villé واقع شده‌است.